# Vanilleblume

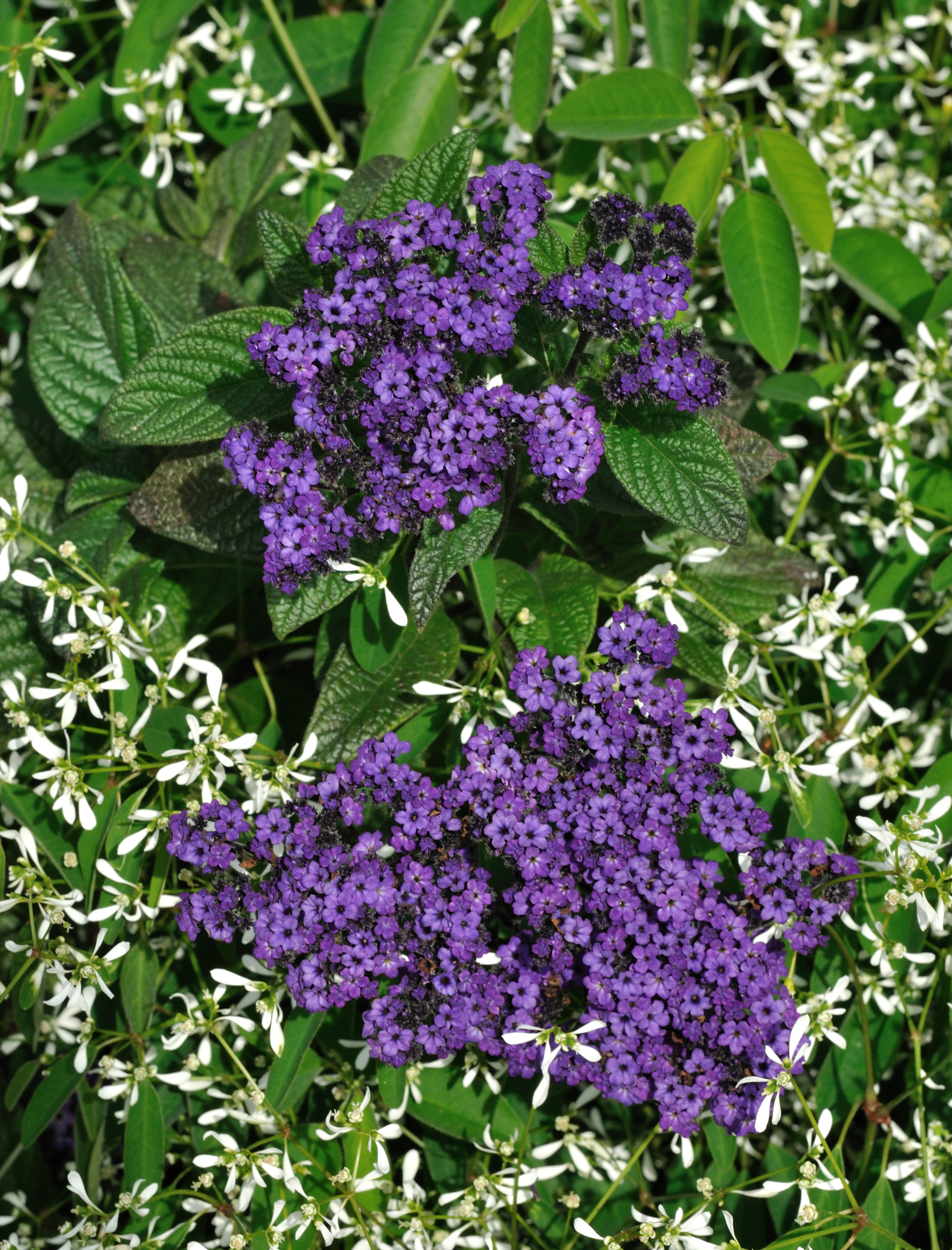
Nahaufnahme der Blüten

Die Vanilleblume (Heliotropium arborescens), auch Heliotrop oder Sonnenwende genannt, ist eine Art aus der Gattung der Sonnenwenden in der Familie der Boraginaceae (Borretschgewächse). Vanilleblumen gelten als invasive Art und führen bspw. in Australien zu massiven Schäden.

## Beschreibung
Vanilleblumen sind immergrüne Sträucher. Die Pflanze wird bis zu 80 cm hoch und bis zu 100 cm breit, die Blätter sind dunkelgrün und runzelig. Vom Frühsommer an erscheinen bis weit in den Herbst kleine violette bis lavendelblaue, stark und angenehm duftende Blüten. Wie viele Raublattgewächse enthält auch die Vanilleblume neben den Duftstoffen auch giftige Pyrrolizidinalkaloide.

## Verbreitungsgebiet
Ursprünglich stammt die Vanilleblume aus den peruanischen Anden.

## Verwendung
Die Vanilleblume ist eine beliebte Beet- und Balkonpflanze. Da sie jedoch nicht winterhart ist, wird sie meist als einjährige Pflanze kultiviert, obwohl sie eigentlich mehrjährig ist. Durch züchterische Bemühungen gibt es einige Sorten, die sich in der Blattfarbe ('Lord Robert' dunkel violettgrün, 'Aurea' goldgelb) oder der Blütenfarbe ('Alba' weiß) unterscheiden.

## Nachweise
- Gordon Cheers (Hrsg.): Botanica. Das ABC der Pflanzen. 10.000 Arten in Text und Bild. Könemann, Königswinter 2003, ISBN 3-8331-1600-5.